# Traité de civisme
Le  Traité de civisme est un essai réunissant plusieurs essais écrits par Boris Vian de 1950 à 1958 dans lesquels il expose sa vision « politique » de l'économie et de la société. Inédit du vivant de l'auteur, il est composé de textes dont les documents ont été rassemblés par Vian lui-même sous divers titres (Traité de l'économie heureuse, Traité d'économie orbitale) et dont les diverses parties ont été remaniées jusqu'à sa mort. Il a fait l'objet d'une thèse en 1978 par Guy Laforêt publiée chez Christian Bourgois en 1979. L'ouvrage est loin d'être canular, même s'il est truffé de remarques dans le plus pur style vianesque. Boris s'est énormément documenté auprès d'économistes, sociologues, scientifiques, d'écrivains comme Albert Camus, de philosophes comme Gaston Bachelard, ce qui ne l'empêche pas d'entrecouper ses raisonnements de pirouettes humoristiques.

## Historique des documents originaux: description matérielle
Les toutes premières traces du  Traité ont été retrouvées dans un dossier suspendu portant l'inscription manuscrite de Boris  Vian : « Économie / max. vit./ Syst. ellip. / équiv. énerg. » Elles étaient en vrac . Diverses notes manuscrites  ont été reproduites en fac-similé dans la thèse de Guy Laforêt. La plus grande difficulté, selon Noël Arnaud était de faire un choix : tout  publier, ou  rien, « car il est toujours dangereux de livrer quelques bribes d'un travail inachevé, chaotique [...] d'un projet auquel il ne renonça jamais. »  C'eût été trahir Vian, mais la trahison aurait été encore plus grande de passer sous silence ce Traité de civisme.
Les plans  se présentent sous deux titres. L'un sobre, écrit à l'encre violette :  Plan général, l'autre à l'encre bleue annonce Traité de civisme par Jules Dupont, ancien combattant, capitaine de réserve, officier d'académie, chef de service à la compagnie d'assurance La Cigogne Parisienne. Le dossier contient cinq parties rédigées, des notes qui portaient une lettre comme pour un classement alphabétique, mais qui n'étaient pas classées dans l'ordre (certaines écrites sur un faire-part de mariage de Gérame Siemering avec Michel Behamou du 22 décembre 1951), ainsi que d'autres notes éparses de format divers, dont huit cartons d'invitation à l'audition de Roy Eldridge.
Dans un exemplaire de la revue La Parisienne, daté de février 1954, on retrouve un Discours à l'adresse des terrestres qui sera publié par le collège de 'pataphysique dans le Dossier 12 consacré à Boris Vian. Il était dans un dossier portant le titre En Gestation avec un autre texte Haro sur les gâcheurs.
Pour établir la toute première édition de ce traité, Ursula Kübler et Noël Arnaud ont fait appel à un jeune universitaire qui a minutieusement transcrit le corpus des textes de Vian de 1974 à 1977 pour sa thèse de doctorat du troisième cycle. Une version abrégée de cette thèse servira de présentation de l'appareil critique lors de la publication de 1979 reprise en livre de poche . La nouvelle édition de 2015 comprend trois textes supplémentaires Liberté et langues, le Prix d'un parlementaire et  le Problème du colon que Nicole Bertolt a rajoutés. Elle a aussi supprimé l'appareil critique qui explicitait le texte de Vian, et dont elle pense qu'il ralentissait la lecture. La tentative de reclassement par ordre alphabétique des notes citées par Noël Arnaud ne paraissait plus pertinente, c'est une succession de pensées sans lien entre elles.

## Contexte
À une époque où Boris Vian se demande pourquoi le communisme résoudrait les problèmes économiques, et pourquoi le capitalisme rendrait l'homme plus heureux, pour lui, la solution pour l'homme est au-delà de la politique. En 1947, Pour une rénovation des temps modernes publié dans les Chroniques du menteur préfigure déjà les textes fondateurs du traité, il passe  du Traité de l'économie heureuse au Traité de civisme. Noël Arnaud se demande ce qui pousse Boris Vian à entreprendre ce travail et à se dresser en même temps contre Les Temps modernes.
Boris n'adhérait ni à l'existentialisme, ni au communisme de Sartre, mais c'est surtout contre la politique en général qu'il veut se dresser. Elle lui inspire un immense dégoût et il entend démontrer en scientifique qu'elle est inutile. « Mais sans le savoir, il met un doigt dans l'engrenage », car son ignorance de la chose politique a déclenché chez lui vers 1950 1951 une frénésie de rattrapage. C'est auprès de son ami Marcel Degliame, ancien résistant, il cherche des explications.
En même temps, il a lu des quantités de livres, prit des notes, « avec, pour but avoué d'en remontrer à Sartre. » Dans ses premières écrits jetés  pêle-mêle, il prétend vouloir démolir Joseph McCarthy. Mais ses premières notes « politiques » débordent de rancœur personnelle, et sa compréhension de la politique est un peu brouillée selon les déclarations de Marcel Degliame qui disait, dans un entrevue avec le Magazine littéraire en 1982, que pour Vian « Le terme politique était inséparable des hommes qui en faisaient métier. Il englobait le tout dans le même réprobation manichéenne en compagnie des juges, des curés et des généraux . »
Bien qu'il propose de résoudre les problèmes de l'homme « en éliminant la politique au même titre que la syphilis, » l'anti-historicisme scientifique de Vian le conduit à des solutions que Blanqui aurait pu préconiser (telles la suppression physique d'Hitler celle de McCarthy « au couteau »). Sa volonté de destruction de la politique est d'abord dirigée contre Sartre, engagé politiquement, alors que Boris a toujours refusé tout engagement et surtout qu'il ne comprend rien aux politiciens que fréquente Sartre, qu'il lui sont pénibles, et qu'ils l'insupportent. Il ne veut pas se contenter d'affirmer son dégoût de la chose politique, il veut expliquer pourquoi elle ne l'intéresse pas. Et progressivement il va être conduit à énoncer les problèmes politiques et tenter de les résoudre. Il se trouve aussi que l'intérêt soudain qu'il porte à la politique, coïncide avec les difficultés conjugales Boris- Michelle au cours de l'année 1949. Le Traité, né du besoin de  démontrer les faiblesses de Sartre, est une manière d'exorcisme, mais il n'est pas certain que Boris en serait resté là, surtout après sa rencontre avec Marcel Degliame  « héros de légende »  qui le fascine. Une note du 31 janvier 1952  le  présente ainsi : « Marcel, copain que j'ai rencontré chez Sophie, Marcel s'appelait Fouché dans la Résistance; il opérait à Lyon. Je crois que c'en est un qui en a dans le buffet. On s'entend bien » (d'autres notes sur Marcel vont suivre)

## Développements à tiroirs
Du Traité d'économie orbitale (naissance du traité de civisme ) au Traité d'économie heureuse  qui annonce un avenir radieux fondé sur l'idée que la machine financière existante doit être démontée  pour être adaptée aux citoyens et aux plus démunis, en tant qu'américanophile, Vian conçoit qu'une économie capitaliste peut donner sa chance à chacun et aider les plus démunis (cette année-là 1954, l'abbé Pierre lance un appel pour aider les sans abri.) Vian lui-même vit alors chichement avec Ursula, et il se lance, la même année, dans l'écriture d'une centaine de chansons parmi lesquelles :  La Java des bombes atomiques , Le Déserteur, La Complainte du progrès. Mais entre 1954 et 1956, le Traité d'économie heureuse  en prenant le titre de Traité de civisme inclut des réflexions sociétales sur l'urbanisme, l'écologie, puisque la technique seule ne suffit pas au bien-être. À son tour le Traité de civisme change de titre pour devenir Traité de morale mathématique où il démontre au Collège de 'pataphysique que « Dieu=0 » par un exposé d'une dizaine de pages intitulé Calcul numérique de Dieu par des méthodes simples et fausses. D'autres textes écrits pour le collège de 'pataphysique se rattachent au traité :  Lettre sur la sagesse des nations, Lettre sur un problème « qapital » et quelques autres, Lettres sur quelques équations morales,  Lettre sur les truqueurs de la guerre. Vian développe l'idée que c'est la création qui engendre de nouvelles techniques et qu'elle constitue un contre-pouvoir à l'ordre établi. En conclusion de l'avant-propos au Traité de civisme, Nicole Bertolt se demande: 

« Alors, qui était Boris Vian ? Un chercheur ingénieur avant d'être un écrivain ? Un touche-à-tout? Un apolitique? un artisto-anarchiste ou anarcho-aristocrate?  Un trublion se fichant de tout et de tout le monde? Une personnalité sulfureuse ou un incompris?. »

 Ayant abandonné le Traité pendant deux ans, lorsque Boris y revient, en 1956, la situation sociale a changé. Il y a eu la guerre d'Algérie, l'accueil défavorable fait à sa chanson Le Déserteur. « Il est difficile de dire que désormais, ses positions se fondent sur la science, la technique et la statistique. Boris, qu'il le veuille ou non s'est jeté dans la politique. Avec de vieux thèmes qui apparaissent sous la forme la plus directe : la lutte contre la guerre, la légitimité de l'insoumission, la haine des marchands de canons. » Noël Arnaud cite une chanson moins connue Le Politique comme caractéristique de « l'engagement » nouveau de Boris Vian. Et il réfute l'opinion trop souvent émise que ce serait la guerre d'Algérie qui aurait inspiré Vian pour la chanson Le Déserteur.
En 1956, lorsqu'il est malade, Boris écrit à Latis, qu'il a en tête un plan qui demanderait une vigueur peu commune. Arnaud pense que c'est une révision complète du Traité de Civisme. Sans doute songe-t-il à s'éloigner des arguments issus des lectures de Jean Fourastié et Milton Friedman dont il a tiré d'abondantes notes. En tout cas dans le Paradoxe de la liberté, il semble que Boris ait subi l'influence de Alfred Korzybski.

## Les plans et chapitres, originaux et réédition
En confrontant les deux plans établis par Boris, et en ordonnant les parties rédigées et les notes, Noël Arnaud, « s'était aventuré à dresser un sommaire du traité de civisme selon le plan général d'abord, auquel se rattachait le plan Jules Dupont. » Il a été complété par Nicole Bertolt. Extrait :
Dans Préface: État actuel de l'économie, sections rajoutées : « o) unification du monde sur le plan des buts futurs et de la coexistence- probl. du langage a) établissement d'une société lucide (peut se faire en même temps que le premier stade). Délimitation du pouvoir économique des politiciens purs -  et des militants vite mobilisables . Solution Suisse bien près de l'idéal. »
Dans  le chapitre Méthodes: après  1) aide massive aux pays niveau < 1935, ajoute :  « 2) ceci fait, hiérarchie, chaque pays - étape suivante + mais aide possible et inévitable (mat premières) des autres, comme la culotte de Pierre, trop petite, passe à son cadet. »
Le plan Jules Dupont est encore plus détaillé que le plan général, il comporte un chapitre sur labourage et pâturage, un sur La Liberté du travail, un chapitre sur La Femme (précisant d'entrée qu'elle est différente de l'homme), un chapitre sur La Cité, un cinquième sur Les Militaires, puis sur Le Ravitaillement, La Politique Étrangère, Les Problèmes de La Circulation, Les Arts, La Justice. Concernant la politique étrangère, la provocation de Vian apparaît dès le sous-titre du chapitre « / Peut-être qu'on n'a pas raison en Algérie, mais en tout cas, ces salauds d'égyptiens auraient bien besoin qu'on leur casse la figure. »
La question du travail est la plus largement développée selon la première estimation de Noël Arnaud. L'idée générale est qu'il doit être supprimé (l'ensemble de la troisième partie Jules Dupont est intitulé  But suprême l'élimination du travail). Boris s'est élevé plusieurs fois contre le caractère sacré de travail, la guerre étant la « forme la plus raffinée et la plus dégradante du travail, puisqu'on y travaille à rendre nécessaires de nouveaux travaux. »
La réédition de l'ensemble des notes, parties rédigées et pensées éparses s'accompagnent d'un corpus de réflexions et d'aphorismes dont une grande partie couvre le thème du travail.
« Le fléau de l'homme : le travail. Et pourtant l'Église à ses débuts le condamne : tu gagneras ton pain à la sueur de ton front; si je ne m'abuse, c'est une malédiction - et pas une promesse de rigolade ». Quant à la guerre, elle « devrait être particulièrement odieuse au capitaliste puisqu'elle détruit le client ».

## Le texte et sa préparation
Avec l'aide de Maurice Gournelle, Noël Arnaud et Ursula Kübler ont retrouvé les auteurs que Boris avaient lus et sur lesquels il avait pris des notes. Elle est reproduite avec les dates et les noms d'éditeurs, et commentée dans Les Vies parallèles de Boris Vian . Arnaud remarque que la majorité de ces livres a été publiée avant 1950 :

« Supprimez le conditionnel et vous aurez détruit Dieu »
- Destins industriels du monde par Albert Ducrocq (1951) où il a laissé une apostille manuscrite
- Où va le travail humain? de Georges Friedmann
  - Problèmes humains du machinisme industriel (Friedmann)
  - L'Esprit européen (Friedmann : conférences et entretiens, Rencontres internationales de Genève 1946)
- La Crise de la pensée économique par Henri Denis
- Le Travail ouvrier de  Alain
- Technique et civilisation de Lewis Mumford
- L'Homme révolté de Albert Camus
- Le Drame d'Albert Einstein par Antonina Vallentin (1954)
- Du connu à l'inconnu par André Sainte-Laguë
  - De l'homme au robot (Sainte-Laguë) 1953
- La Genèse de la vie, phase de l'évolution géochimique par Alexandre Dauvillier et E. Desguin dans lequel est exposée la théorie photochimique de l'origine de la vie)
- Histoire de la science par Pierre Rousseau

« Une sortie, c'est une entrée que l'on prend dans l'autre sens »
- - L'Astronomie nouvelle (Rousseau) 1953
- Logique et contradiction par Stéphane Lupasco
- Puissance de l'atome. De l'utilisation industrielle et du contrôle de l'énergie atomique au Gouvernement mondial par Jean Thibaud
- La Société internationale par Théodore Ruyssen  (1950)
- Où va le peuple américain par Daniel Guérin (1951), Tome II La révolte agraire- La révolte nègre
- L'Économie mondiale au milieu du XXe siècle par Jean Chardonnet (1951)

« La révolution se fait par en bas mais elle vient d'en haut »
- Cybernétique et société par Norbert Wiener 1952
- Introduction à la cybernétique, la pensée artificielle par Pierre de Latil (1953)
- Le Cerveau vivant par William Grey Walter (1954)
- L'Avènement de la philosophie scientifique par Hans Reichenbach (1955)

À cette liste non exhaustive, s'ajoutent encore les lectures approfondies de Gaston Bachelard et de Marcel Boll. Une érudition aussi vaste ne l'empêche pas d'entrecouper son raisonnement de remarques très personnelles « La population actuelle du globe. Il n'y a pas de population actuelle du  globe. Il n'y a rien d'abstrait là dedans. Il y a deux milliards six cent millions d'individus, à un cheval près. On peut, et on doit s'en occuper individuellement. » Il introduit l'arithmétique dans la politique affirmant qu'en 1939, au lieu d'analyser les dangers de l'hitlérisme, il fallait tuer Hitler (une personne) pour préserver deux milliards et demi d'individus, précisant encore que ceci  relève de l'opinion personnelle : « se baser sur moi est la moindre honnêteté. »
Le chapitre I démontre dès la première ligne l'insuffisance des Temps modernes : c'est un travail à court terme, puis l'inutilité de la politique « qui n'a jamais résolu un problème  avant que la technique de l'ait elle-même résolu. » Le but du traité étant d'amener le niveau de vie de l'ensemble des groupes humains « au minimum vital idéal » soit, pour tous les pays, à un niveau « au moins égal à celui de la France en 1936, ce dernier étant pris arbitrairement comme terme acceptable de référence. » Le but étant la suppression du caractère obligatoire du travail, et plus loin, dans le chapitre II Le paradoxe du travail, de le supprimer complètement. À l'appui de sa démonstration, il cite  en vrac Bouddha, Nirvana, Dieu, Mahomet, « qu'on présente toujours comme de parfaits oisifs » Les idées sur le travail étant confuses, l'auteur  propose d'étudier les chercheurs qui ont trouvé de faits intéressants, mais le chapitre s'arrête là.

Le chapitre paradoxe de la liberté s'attache  à la morale et au langage, reprochant aux philosophes de ne pas exprimer leurs concepts dans un langage clair, comparant le mot du philosophe qui étend, au symbole du mathématicien qui abrège allant droit "fait". Ayant posé comme "fait" non douteux qu'il y a une terre et des hommes dessus[..] la démonstration se conclut par ces notes qui ne sont pas explicitées davantage : 

« Morale part donc de ce fait. Je suis là. J'ai des idées morales. Je les écris. Les voilà, en partie, douleur état néfaste, motif d'autrui contre la douleur, d'où criminel (objection- criminel-lésion), punition de criminel, instruction, mise en contact...etc. avec savants, etc.. »

La réflexion sur la liberté et le langage se poursuit dans une autre section intitulée Liberté et langues dans laquelle après avoir défini la liberté comme « propriété essentielle de l'être humains », Vian a recours à une démonstration mathématique assez hermétique  prouvant que pour le même objet, selon les pays, on utilise des mots différents, que cela fait un très grand nombre de mots et que plus le nombre grandit, plus la notion de nationalité devient floue, plus la confusion augmente, et si chacun peut avoir son propre mot pour désigner un seul objet, personne ne se comprendra plus rien. En conclusion « Une ligne n'est pas engendrable par un point, car un point n'est pas susceptible de mouvement. Donc une ligne ne peut être continue. »
La réflexion sur le langage et la liberté est entrecoupée d'une démonstration quasi-'pataphyique intitulée Le Lampiste est le vrai coupable, il part d'une unité de lampiste qu'on peut multiplier et qui devient dangereux lorsqu'il y a cent millions de lampistes, susceptibles de suivre Hitler par exemple.
Le Discours à l'adresse des terrestres « pourrait faire office de profession de foi pour un Traité de civisme. » Dès la première phrase où sont attaqués les  plus grands écrivains qui se mêlent de politique, qui sont ridicules, et avec lesquels « on ne risquera pas de nous confondre, » Vian explique encore la raison qui l'a tenu éloigné de la politique. Puis il entre mathématiquement dans le vif du sujet qui implique un globe terrestre où  sont répartis dans une triste confusion « l'ensemble des individus, humains, animaux ou végétaux - le minéral faisant, dans une certaine mesure bande à part. » Il y a donc lieu  d'énoncer une loi : « la loi d'expansion des désirs de l'homme est ellipsoïdale et non sphérique - c'est un hasard pur et simple, de même que nous n'avons qu'une rate. »  Ce Discours apparemment inachevé, se rapproche assez par le ton du texte du lampiste publié dans le dossier 12 du collège de 'Pataphysique pour qu'on juge adéquat de le placer dans le Traité.
Haro sur la gâcheurs fait partie des textes  destinés au journal La Parisienne. Boris y commente l'explosion de la banque Worms le 6 septembre 1951. Il s'appuie sur ce fait divers pour conseiller aux plastiqueurs (les gâcheurs) de s'en prendre plutôt à « un bâtiment déjà très ancien  (...) où se réunissent six cente représentants d'une espèce connue depuis près de deux siècles [...] et dont le parasitisme le plus agressif constitue le mode d'existence le plus normal. » Il s'agit des parlementaires, à détruire car il consomme beaucoup de papier journal « qu'ils rendent inutilisable en l'appelant l'Officiel » Le gâcheurs de plastique sont donc invités à s'en prendre à l'Assemblée plutôt qu'à une banque « fut-elle trè laide. » Dans la continuité de cette « réflexion » sur le plastique le chapitre intitulé Le Prix d'un parlementaire, est publié dans La Parisienne en mai 1953 (c'est la deuxième chronique que Boris publie dans ce journal). Boris fait alors « partie des quelques jeunes plumes d'une revue marquée à droite, mais soucieuse d'ouvrir ses pages à une génération moins politisée. » Le texte est une charge contre les parlementaires dont il suggère « l'éradication pour s'assurer de leur rachat. » Selon Nicole Bertold, il n'est pas douteux que si le Traité avait pu être terminé, il y aurait eu un développement comparable sur les militaires qui sont, avec les députés, la bête noire de Boris. L'explication du terme parlementaire est déjà tout un programme 

« le vocable Parlementaire dérive, on le sait du vieux français  parler menteur. »

 Les parlementaires étant tous vendus, il convient alors de les acheter, sur pied, ou abattu, la seconde solution étant préférable. Car un calcul « du niveau de l'école primaire vous met immédiatement à même de vous apercevoir que vivant, c'est encore plus ruineux.»  
Toujours destiné à La Parisienne , le chapitre intitulé Le Problème du colon joue sur deux vocables du même mot (côlon et colon) où Boris se montre opposé à la colonisation (ce qu'il n'était pas quelques pages précédentes, voir remarque sur l'Algérie et l'Égypte). Ce chapitre est en tout cas prétexte à attaquer les militaires ainsi que la police dont les pratiques de tortures commencent à être connues. Ici, Vian se déclare écrivain engagé  en parodiant les écrivains engagés, le point d'interrogation dans la phrase en dit long sur son ironie : « Nous autres, écrivains engagés qui n'avons aucun scrupule à noyauter les équipes de droit (?) qui n'avons assumé d'autre mission que celle, courageuse, d'éclairer nos semblables et qui joignons à nos connaissances extrêmement creuses de toutes les questions quelles qu'elles soient [...]. » Celui-ci est le passage le plus long et le plus embrouillé du traité. Il en ressort que le colonial, est un être inférieur, conscient de son infériorité « ce qui lui flanque le cafard parce qu'il est trop bête pour se faire rire, alors il se distrait en faisant des tas d'enfants. » 
Noël Arnaud remarque que l'on n'a jamais retrouvé les éléments du  Traité de morale mathématique dont Boris avait longuement parlé au collège de 'pataphysique, François Billet doux n'avait pas non plus reconnu le Traité d'économie heureuse dans les documents parvenus au collège, peut-être l'un et l'autre « se confondent-ils avec le Traité d'économie orbitale ? Nous l'ignorons »